# Mugán
Mugán, Mughán o Moghán (del azerí: Muğan düzü ‘مۇغان دۆزو’) (del farsí: دشت مغان ‘Dasht-i Mughān’) es una planicie localizada al sureste de Azerbaiyán y noroeste de Irán. Se extiende desde las estribaciones del monte Sabalan hasta el mar Caspio al norte de las montañas Talysh. Al sur en la confluencia de los ríos Aras y Kurá.

## Etimología
El nombre Mughan se deriva de la palabra zoroastriana de mūγàn, que significa «adoradores del fuego». La parte antigua del norte era la llanura de Alan. Que está relacionado con los alanos.

## Historia
En agosto de 1918 se creó en la región, al amparo de la ocupación británica de Bakú, la dictadura militar provisional de Mugán, dirigida por el coronel Ilyashévich y por Sujorúkov, que formó parte de las fuerzas blancas en el Cáucaso. 
A finales de marzo de 1919, tras las derrotas de Denikin, el gobierno militar fue expulsado.
El 2 de abril de 1919 los comunistas tomaron el poder, proclamando la República Soviética de Mugán. 
Cuando los comunistas tomaron Bakú, la República de Mugán se disolvió y se unió a Azerbaiyán (en mayo de 1920).
En 1989 se creó un poder regional autónomo en la región y más tarde se proclamó la República de Talysh, ocupada en 1993 por el gobierno central.